# Christoph Roodhooft
Christoph Roodhooft (Herentals, 18 gennaio 1974) è un ex ciclista su strada e dirigente sportivo belga, professionista dal 2001 al 2007. E' direttore sportivo della formazione Alpecin-Deceuninck sin dalla fondazione.

## Carriera
Dopo aver gareggiato professionalmente dal 2001 al 2007, nel 2009 è diventato direttore sportivo della BKCP-Powerplus insieme al fratello Philip. I due sono stati entrambi premiati con la Bicicletta di Cristallo come miglior team manager nel 2021 e nel 2023, in virtù dei successi ottenuti da Mathieu van der Poel e da Jasper Philipsen.
È inoltre DS della squadra femminile associata Fenix-Deceuninck e delle squadre dilettantistiche Alpecin-Deceuninck Development Team e Fenix-Deceuninck Development Team.

## Palmarès
- 1998 (Dilettanti)

Bruxelles-Opwijk
- 2004 (MrBookmaker.com - Palmas, una vittoria)

Omloop van het Waasland

### Altri successi
- 2005 (MrBookmaker.com - SportsTech)

Boom (Derny)
- 2006 (Palmans Collstrop)

Gullegem Koerse

## Piazzamenti

### Competizioni mondiali
- Campionati del mondo di ciclocross

Leeds 1992 - Juniores: 40°

### Competizioni europee
- Campionati europei

Isola di Man 1996 - In linea Under-23: 29°